# Chaetopleurophora reevesi
Chaetopleurophora reevesi är en tvåvingeart som beskrevs av Ronald Henry Lambert Disney 2003. Chaetopleurophora reevesi ingår i släktet Chaetopleurophora och familjen puckelflugor.
Artens utbredningsområde är Tennessee. Inga underarter finns listade i Catalogue of Life.